# Marinebrigade Ehrhardt
Marinebrigade Ehrhardt (også kaldet Brigade Ehrhardt) var et tysk frikorps i tiden umiddelbart efter afslutningen af 1. verdenskrig. Brigaden blev grundlagt i Wilhelmshaven den 17. februar 1919 som 2 Marine-Brigade af korvettekaptajn Hermann Ehrhardt med deltagelse af tidligere officerer og menige i Den Kejserlige Marine.
Med støtte fra den tyske rigsregering blev Marinebrigade Ehrhardt indsat ved nedkæmpelsen af den Bayerske Sovjetrepublik, ligesom brigaden blev indsat som "grænseværn" i Oberschlesien under urolighederne der. I marts 1920 var Marinebrigade Ehrhardt den militære støtte til Kappkuppet og brigaden besatte Berlin. Efter det fejlslagne kup blev brigaden opløst, men omorganiserede sig under ledelse af Hermann Ehrhardt i militsen Organisation Consul, der i begyndelsen af 1920'erne stod bag adskillige attentater og drab med det formål at styrte Weimarrepublikken, herunder attentater på politikerne Walther Rathenau og Matthias Erzberger.

## Frikorpsets etablering og struktur
I Wilhelmshaven var der den 7. november 1918 under Novemberrevolutionen dannet et arbejder- og soldaterråd, der overtog magten i byen, og den 11. november 1918 udråbte rådets formand Bernhard Kuhnt Fristaten Oldenburg. Ved valget den 19. januar 1919 blev Kuhnt valgt som ministerpræsident for partiet Mehrheitssozialdemokratische Partei Deutschlands (USPD) og med støtte også fra borgerlige partier. På trods heraf tilkendegav Kuhnt og USPD sammen med arbejder- og soldaterrådet i Wilhelmshaven offentligt sympati for en kommunistisk magtovertagelse. Disse fik kommunister fra Bremen til at støtte Wilhelmshavens kommunister til at gennemføre et kup den 27. januar 1919, hvor kommunisterne erobrede vigtige bygninger i byen Wilhelmshaven og røvede den lokale filial af den tyske Reichsbank med et udbytte på 40.000 Reichsmark. Herefter proklamerede de grundlæggelsen af en sovjetrepublik.
De kommunistiske kupmagere stødte dog på modstand, hvorefter de forskansede sig i en kaserne ("100-mands kasernen"). I mellemtiden havde mange borgere samlet sig foran arbejder- og soldaterrådets hovedkvarter og krævet, at rådet bragte kuppet til ophør. Rådets erklærede at ville gribe ind over for kupmagerne, men forholdt sig imidlertid tilbageholdende.
Imens havde omkring 300 officerer og soldater fra den tidligere Kejserlige tyske flåde samlet sig under kommando af korvettekaptajn Hermann Ehrhardt, med det formål at storme kasernen, hvor kupmagerne havde forskanset sig. Ehrhardts brigade beskød kasernen mod kanoner og maskingeværer og kupmagerne overgav sig herefter om morgenen den 28. januar 1919. Arbejder- og soldaterrådet blev kompromitteret af sin passivitet. Kuhnt flygtede men blev anholdt samme dag. "Stormen på 1000-mands kasernen" blev begyndelsen for Ehrhardts brigade.
Den tyske rigsregering, der var stærkt foruroliget over urolighederne i landet med flere kup i Bremen og andre byer, sendte den 20. februar 1919 en del af Gerstenbergdivisionen til Wilhelmshaven. Gerstenbergdivisionen havde i begyndelsen af februar nedkæmpet Bremens sovjetrepublik. Den socialdemokratiske rigskommissær Paul Hug overtog med støtte af Landesschützenkorps Röder magten i området og opløste de lokale arbejder- og soldaterråd og forestod bevæbningen af såkaldte "arbejderbataljoner". Kort forinden havde rigsregeringen besluttet at bekæmpe sovjetrepublikkerne med frivillige tropper i Wilhelmshaven, idet der i krigshavnen Wilhelmshaven var adskillige soldater, der var villige til at bekæmpe de venstreradikale løsrivelsesbestræbelser.
Den 13. februar 1919 blev der i Wilhelmshaven indrykket følgende annonce i dagbladet Die Republik:
| Citat | Opråb om etablering af etablering af Regeringstropper i Wilhelmshaven. Rigsregeringen har overladt til mig at etablere regeringstropper, der står direkte under regeringen for at stille sig til rådighed for et grænseværn mod øst. […] underskrevet af lederen af Marinestation Nordsee Michelsen. | Citat |
|       | |       |

Annoncen blev indrykket flere gange og i senere indrykninger var som formål også angivet at "forebygge indre uroligheder" De personer, der reflekterede på annoncen var hovedsagelig tidligere soldater og officerer fra den Kejserlige Marine. Den 17. februar 1919 fik Ehrhardt ordre til at samle de frivillige under navnet 2. Marinebrigade Wilhelmshaven . Han kunne dermed bestemme, hvilken politisk orientering brigadens medlemmer skulle have. Brigaden skulle være en mobil enhed og kunne sættes ind over for optøjer og oprør over hele Tyskland. Den 24. marts blev Marinebrige Wilhelmshaven underlagt Garde-Kavallerie-Schützen-Korps under generalløjtnant von Hofmann og blev en del af von Lettow-divisionen.
Brigaden bestod ved starten af blot fire infanteristkompagnier med i alt 367 mand. Brigaden voksede dog løbende og der blev etableret nye enheder, hvorfor brigaden efter flytning til Jüterbog den 30. marts 1919 blev opdelt i yderligere 3. og 4. Marineregiment og en brigadestab. Brigaden blev bevæbnet med tungere skys i form af tunge maskingeværer, haubitsere og 7,7 cm kanoner. Ved forlægningen den 29. april 1919 i München omfattede brigaden ca. 1.500 mand.

## Uniformer, insignier og felttegn
Medlemmerne af Marinebrigade Erhartdt bar den kejserlige hærs grå kampuniform. Stormkompagniets mandskabsuniform var ikke påsat symboler for militær rang. Ved uniformskjortens krave var anbragt et emblem i form af en strålende stjerne.
Fra omkring februar 1919 modtog medlemmerne af marinebrigaden et særligt mærke i form af et sølvfarvet emblem, der blev båret på venstre overarm. Emblemet forestillede et vikingeskib på havet med en enkelt mand ved rattet. I bunden af emblemet er ved vandet med ornamenteret gotisk skrift anført "Wilhelmshaven". Efter brigadens opløsning blev emblemet fortsat benyttet men med teksten "Wilhelmshaven" erstattet med indskriften "Ehrhardt".
Som banner førte brigadens stormtropper og hver bataljon det kejserlige krigsflag. Fra omkring oktober 1919 medlemmerne af brigaden pyntede sig med antisemitiske symboler. Under indsatsen i Oberschlesien og under Kappkuppet havde flere af brigadens medlemmer hagekors på hjelmen.

## Operationer
Efter de første operationer i Wilhelmshaven og Bremen var den nu velorganiserede og velbevæbnede brigade klar til yderligere indsats i Tyskland, der i 1919 fortsat var præget af omfattende uro på trods af, at det var lykkedes den SPD-ledede rigsregering at slå spartakistoprøret ned i januar 1919.
Marinebrigade Ehrhardt blev den 17. april 1919 flyttet til Braunschweig, hvor brigaden sammen med andre frikorps nedkæmpede forsøget på at oprette endnu en sovjetrepublik. Herefter flyttede brigaden til Ohrdruf i Thüringen, hvor brigaden gjorde sig klar til indsats mod den Bayerske sovjetrepublik.
Sammen med en række andre frikorps rykkede Marinebrigade Ehrhardt i slutningen af april måned 1919 ind i München, hvor sovjetrepublikkens Røde hær blev nedkæmpet efter hårde gadekampe. Det anslås, at mere end 1.000 mennesker blev dræbt under kampene. Dertil kom omkring 800 mænd og kvinder, der blev arresteret og henrettet af frikorpsene efter summarisk rettergang. Den brutale fremfærd som frikorpsene udviste under gadekampene og i forbindelse med mishandling og likvidering af tilfangetagne samt omfattende plyndringer, gjorde frikorps-bevægelsens voksende uafhængighed tydelig i kampene mod de venstreorienterede revolutionære. Fra sommeren 1919 overvejede den militære ledelse at opløse brigaden.
I august 1919 blev brigaden stationeret i Oberschlesien, hvor brigaden agerede "grænseværn" i forbindelse med urolighederne i området. Ved Versaillestraktaten var bestemt, at der i Oberschlesien i 1921 skulle afholdes valg blandt befolkningen til afgørelse af, om den preussiske region fremover skulle være en del af Tyskland eller tilslutte sig Polen på samme måde som der skulle afholdes afstemning i Slesvig om landafståelse til Danmark. I Oberschlesien opstod i august 1919 uroligheder mellem tyskere og polakker i området, hvor brigaden støttede den tyske regeringshær, Vorlaufige Reichswehr, i nedkæmpelsen af polske protester over en af tyske grænsevagter foretagen massakre af 10 civile polakker under en arbejdskamp. Under de efterfølgende uroligheder i august 1919 blev omkring 2.500 polakker henrettet for at have deltaget i urolighederne.
Efter at det første oprør i Oberschlesien var blevet slået ned, blev Marinebrigade Ehrhardt i november 1919 flyttet til kasernen i Döberitz lidt udenfor Berlin.
Versaillestraktaten indeholdt bestemmelser om afrustning af Tyskland. Som led heri blev der i marts 1920 af rigsregeringen besluttet, at frikorpsene skulle opløses, herunder Marinebrigade Ehrhardt. Ehrhardt modsatte sig beslutningen og appellerede til Reichswehr-General Walther von Lüttwitz i Berlin. Von Lüttwitz havde været aktiv i opbygningen af frikorpsene i 1918-19 og havde tilnavnet "Vater der Freikorps" (Frikorpsenes fader). Von Lüttwitz, der var en glødende monarkist, anmodede Rigspræsident Friedrich Ebert og Reichswehr-minister Gustav Noske om at standse opløsningen af brigaden. Da Ebert afviste at omgøre beslutningen, befalede Lüttwitz brigaden at marchere ind i Berlin. Om natten mellem den 12. og 13. marts 1920 marcherede brigaden ind i Berlin og besatte regeringsbygningerne. Den SPD-ledede regering flygtede ud af Berlin og von Lüttwitz og Wolfgang Kapp udråbte en ny regering med Kapp som Rigspræsident og von Lüttwitz som forsvarsminister og ansvarlig for Reichswehr.
Marinebrigade Ehrhardt mødte ikke væbnet modstand under indrykningen i Berlin. Reichswehr nægtede at nedkæmpe kuppet og de øvrige frikorps forholdt sig afventende. En omfattende generalstrejke blev imidlertid iværksat, hvilket allerede den 20. marts 1920 fik kuppet til at bryde sammen.
Ved kuppets sammenbrud fik von Lüttwitz, Ehrhardt og Kapp gennem vicekanzler Schiffer ganske lempelige vilkår for at opnå en fredelig løsning. Den nye chef for Vorlaufige Reichswehr Hans von Seeckt talte den 18. marts rosende om brigadens disciplin og gav den næste dag Ehrhardt skriftlig garanti for, at han ikke ville blive arresteret. Først herefter marcherede brigaden ud af Berlin med sang og blafrende faner på samme måde, som de var marcheret ind ugen tidligere. Da der ved Brandenburger Tor lød buh-råb fra en forsamling, åbnede brigaden ild mod menneskemængden. 12 døde og 30 hårdt sårede blev efterladt på fortovet ved Pariser Platz.
Den 18. april 1920 blev Marinebrigade Ehrhardt officielt opløst. En stor del af medlemmerne blev overført til Reichsmarine, resten gik under jorden, hvor de levede under forskellige dæknavne og -identiteter, herunder "Bund ehemaliger Ehrhardt-Offiziere", "Organisation Consul, " Bund Wiking" og "Sportverein Olympia“, førend organisationen endeligt forsvandt.

## Ehrhardt-sangen
Da brigaden blev opløst i 1920 efter Kappkuppet, skrev et medlem af brigaden en sang, der blev kendt som Ehrhardt-Lied ("Ehrhardt-sangen"). Den blev sunget overalt, hvor man ønskede at demonstrere et "nationalt sindelag og en fjendtlig holdning overfor republikken.

## Kendte medlemmer
Flere medlemmer af brigaden opnåede siden karriere i militæret og marinen, ligesom flere fik fremtrædende poster i nazipartiet NSDAP
- Franz Breithaupt, SS-Obergruppenführer og general i Waffen-SS
- Curt von Gottberg, SS-Obergruppenführer og general i Waffen-SS og politiet
- Karl Kaufmann, stedfortræder i Reichstag, Gauleiter i Hamborg
- Werner Kempf, General i Pansertropperne
- Manfred von Killinger, SA-Obergruppenführer
- Friedrich-Wilhelm Krüger, SS-Obergruppenführer og General i Waffen-SS
- Karl-Jesko von Puttkamer, Konteradmiral
- Ernst von Salomon, forfatter og attentatmand
- Otto Schniewind, Generaladmiral
- Julius Schreck, SS-Ehrenführer
- Hermann Souchon, Rosa Luxemburgs formodede morder

## Mindesmærker
Der blev i juli 1921 i Borkum rejst et mindesmærke for de faldne fra Marinebrigade Ehrhardt.

## Eksterne links
- Wikimedia Commons har flere filer relateret til Marinebrigade Ehrhardt
- Brigade Ehrhardt, 1919/20 i Historisches Lexikon Bayerns (tysk)
- axishistory.com
- Cuomo, Glen R. Weimar-era tidslinje Arkiveret 18. februar 2005 hos  Wayback Machine New College of Florida.